# سامانثا فيريس
سامانثا فيريس هي ممثلة كندية، ولدت في 2 نوفمبر 1968 في كندا.

## أعمال

### أفلام
- (2001) بلاك وودز
- (2010) إيكاروس

### مسلسلات
- خارق للطبيعة
- ذا 4400
- في

## وصلات خارجية
- سامانثا فيريس على موقع IMDb (الإنجليزية)
- سامانثا فيريس على موقع ألو سيني (الفرنسية)
- سامانثا فيريس على موقع أول موفي (الإنجليزية)
- سامانثا فيريس على موقع قاعدة بيانات الأفلام السويدية (السويدية)
- سامانثا فيريس على موقع قاعدة بيانات الفيلم (الإنجليزية)
- سامانثا فيريس على موقع كينوبويسك (الروسية)